# Kaiky Naves
Kaiky Marques Naves (Santos, 8 de maio de 2002) é um futebolista brasileiro que atua como zagueiro ou volante. Atualmente é jogador do FC Alverca, emprestado pelo Palmeiras.

## Carreira

### Início
Nascido em Santos, Naves começou sua carreira na base do Santos, da própria cidade. Ele ficou no Peixe de 2010, quando tinha 7 anos, e até 2015, onde já tinha 13. Ele foi dispensado do clube na gestão Modesto Roma Júnior junto com outros dois jogadores: Estevão e Carlos Daniel.

### Palmeiras
Naves foi para a Portuguesa Santista, rival do Santos. Ele conseguiu se destacar na Briosa, onde chamou a atenção do Palmeiras e foi contratado em 2017.
Ele assinou um contrato profissional com o clube em julho de 2019, em um vínculo de 3 temporadas.
Para chegar à condição atual de provável titular, Naves precisou superar uma dura fase na carreira. Entre janeiro 2020 e junho de 2021, no meio da pandemia provocada pela Covid-19, o jogador passou por uma cirurgia no joelho.
Sua estreia pelo clube paulista finalmente aconteceu em 6 de dezembro de 2021, no empate de 0-0 contra o Athletico Paranaense. O jogador foi escalado no meio-campo, de titular.
Em 9 de maio de 2022, Naves teve seu contrato renovado com o Verdão, onde passou a ficar na equipe até 2025.

#### 2024
Na temporada de 2024 pelo Palmeiras, Naves conseguiu ser titular em 15 partidas, 12 como titular, incluindo uma na Libertadores.

## Títulos

#### Palmeiras
- Campeonato Paulista: 2023 e 2024[carece de fontes?]
- Campeonato Brasileiro: 2022 e 2023[carece de fontes?]